# 潭水镇
潭水镇，是中华人民共和国广东省阳江市阳春市下辖的一个乡镇级行政单位。

## 行政区划
潭水镇下辖以下地区：
潭水社区、旗鼓村、尧垌村、竹塘村、高尧村、三星村、良垌村、荆山村、湖边村、南湖村、三塘村、东湖村、盘安村、塘尾村、盘新村、新凤村、双凤村、石根村、翔南村、凤来村、水口村、新河村和镇郊村。